# Uwe Bahnsen (Journalist)

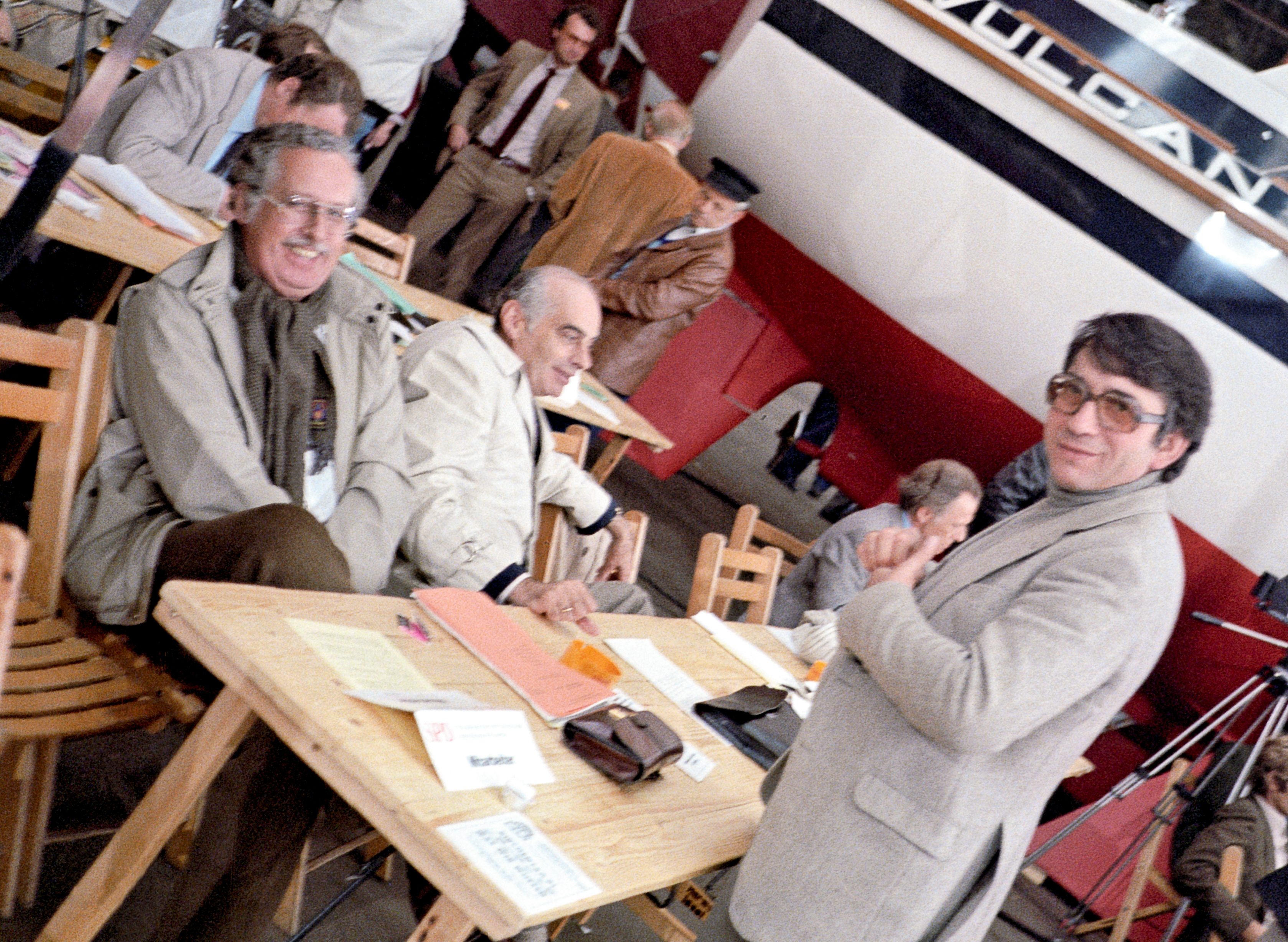
Von links: die Hamburger Journalisten Uwe Bahnsen, Herbert Schütte und Bodo Fischer, Bürgerschaftsabgeordneter (SPD)

Uwe Bahnsen (* 23. Juni 1934 in Hamburg; † 6. Mai 2023 ebenda) war ein deutscher Journalist, Buchautor und Übersetzer.

## Leben
Nach dem Studium der Volkswirtschaft und Geschichte arbeitete er für das Hamburger Abendblatt, im Norddeutschen Rundfunk, als Spiegel-Redakteur sowie als Buchautor und Übersetzer. Seit 1975 war er für Die Welt und Welt am Sonntag tätig.
Bahnsen schrieb viele Bücher. Eines seiner erfolgreicheren war das 1975 erschienene Werk Die Katakombe, das von Hitlers letzten Tagen im Führerbunker unter der Reichskanzlei handelt und für das Zeitzeugen der dortigen Geschehnisse im Jahr 1945 interviewt wurden. Das Buch wurde 1981 mit Anthony Hopkins in der Hauptrolle verfilmt. 2015 erschien sein Buch mit dem Titel Hanseaten unter dem Hakenkreuz. Es wurde im Auftrag der Handelskammer Hamburg geschrieben und behandelt die Rolle der Kaufmannschaft in der Zeit des Nationalsozialismus. Sein letztes Buch war eine Biografie über Hamburgs ehemaligen Bürgermeister Henning Voscherau, das 2022 veröffentlicht wurde.

## Veröffentlichungen (Eine Auswahl)
- mit James P. O’Donnell: Die Katakombe – Das Ende in der Reichskanzlei. 1975. Wieder aufgelegt als Rowohlt Taschenbuch, Reinbek 2004, ISBN 978-3-499-61696-9. (verfilmt als Der Bunker. 1981)
- Der Anschlag – Machtkampf um die Medien. Hase und Köhler, Mainz 1985, ISBN 3-7758-1104-4.
- Der „Stern“-Prozess – Heidemann und Kujau vor Gericht. Hase und Köhler, Mainz 1986, ISBN 3-7758-1114-1. (Über den Prozess um die gefälschten Hitler-Tagebücher)
- mit Kerstin von Stürmer: Die Stadt, die sterben sollte – Der Bombenkrieg 1943. Convent, Hamburg 2003, ISBN 3-934613-55-1.
- mit Kerstin von Stürmer: Die Stadt, die leben wollte. Hamburg und die Stunde Null. Convent 2004, ISBN 3-934613-82-9.
- mit Kerstin von Stürmer: Die Stadt, die auferstand – Hamburgs Aufbau 1948–1960. Convent, Hamburg 2005, ISBN 3-934613-89-6.
- Die Weichmanns in Hamburg, Ein Glücksfall für Deutschland. Hrsg. Herbert und Elsbeth Weichmann Stiftung, Christians Verlag, Hamburg 2001, ISBN 3-7672-1360-5. (Über das Politiker-Ehepaar Elsbeth und Herbert Weichmann.)
- mit Eckart van Hooven: Bericht eines Zeitzeugens des Jahrs 1925. Knapp, Frankfurt am Main 2002, ISBN 3-8314-0750-9.
- Merkur, Macht und Moneten – ein Streifzug durch die Hamburger Staatsfinanzen. Ellert&Richter, Hamburg 2006, ISBN 3-8319-0266-6.
- Karl Schiller. Ellert&Richter, Hamburg 2008, ISBN 978-3-8319-0325-2. (Biographie des Sozialdemokraten Karl Schiller.)
- mit Kerstin von Stürmer: Die Geschichte Hamburgs von 1945 bis heute : Trümmer, Träume, Tor zur Welt. Sutton, Erfurt 2012, ISBN 978-3-95400-050-0.
- Hanseaten unter dem Hakenkreuz – Die Handelskammer Hamburg und die Kaufmannschaft im Dritten Reich. Hrsg. Handelskammer Hamburg, Wachholtz, Kiel u. a. 2015, ISBN 978-3-529-05261-3. Rezensionen des Buches hier[4], hier[5] und hier[6]
- Biografie Peter Tamm. Koehlers Verlagsgesellschaft, Hamburg 2021, ISBN 978-3-7822-1392-9.
- Henning Voscherau. Ellert & Richter Verlag, Hamburg 2022, ISBN 978-3-8319-0819-6.